# Грануляционная ткань
Грануляцио́нная ткань, или грануля́ции (от лат. granum «зерно»), — молодая соединительная ткань, образующаяся при процессах заживления ран и других дефектов в различных тканях. Развитие грануляций — приспособительный процесс, который содействует заживлению ран и язв, организации и элиминации инородных тел и нежизнеспособных тканей.
Грануляционная ткань более выражена при заживлении вторичным натяжением обширных ранений, сопровождающихся размозжением тканей, загрязнением инородными телами и микроорганизмами. Однако и при заживлении первичным натяжением чистых ран с ровными краями образуется некоторое количество грануляционной ткани.

## Образование
Формирование грануляционной ткани — проявление второго из трёх этапов раневого процесса, следующего за воспалением и предшествующего рубцеванию. 
Вследствие повреждения ткани развивается травматический отёк, избыточное накопление жидкости, в которой содержится большое количество белков. Сменяющая отёк воспалительная реакция расплавляет мёртвые ткани и очищает рану, а по мере её завершения начинают развиваться грануляции, постепенно заполняющие возникший дефект.

## Внешний вид

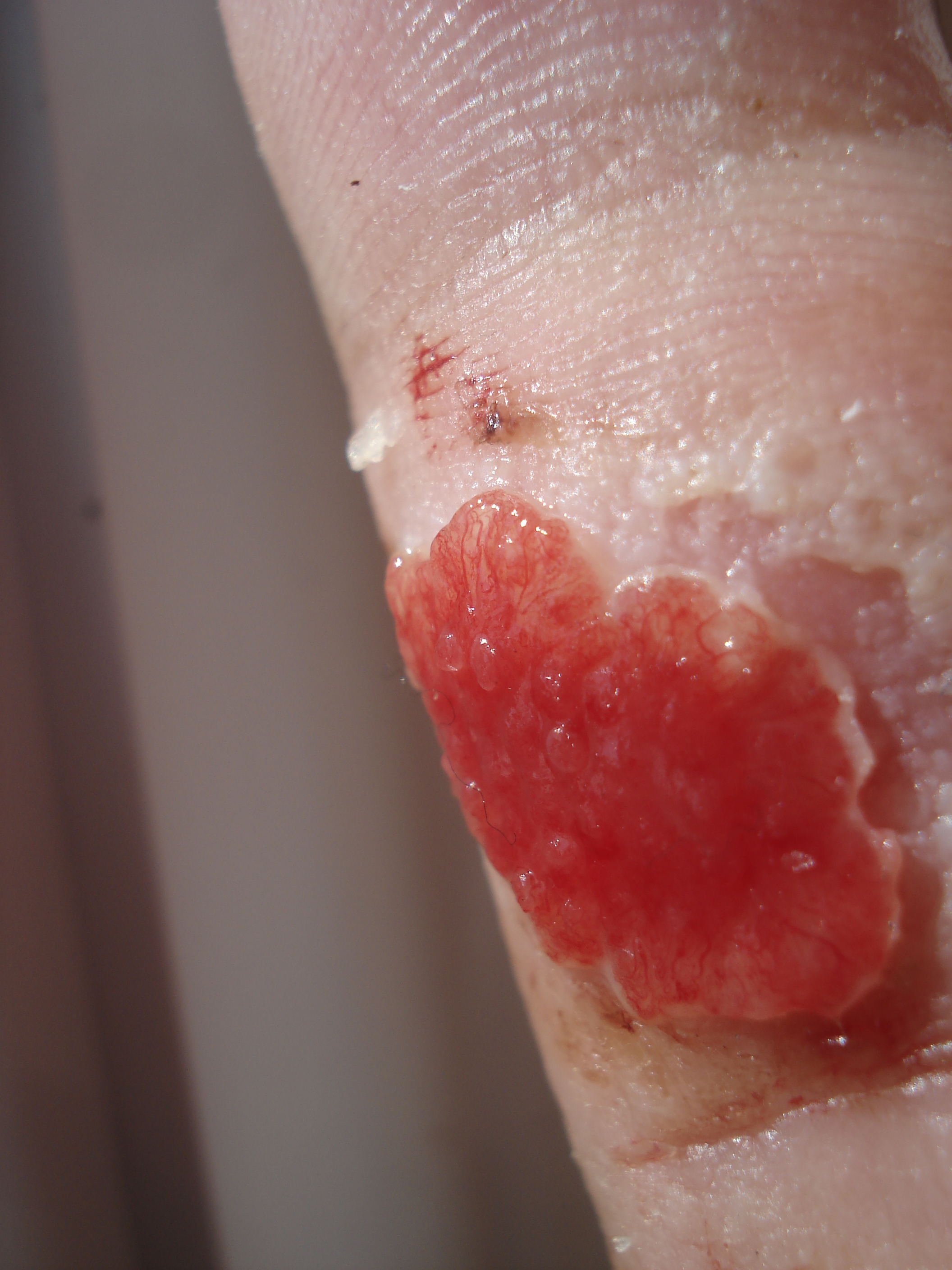
Пример «дикого мяса» (избыточной грануляционной ткани) от пореза на пальце

Грануляционная ткань имеет различный вид в зависимости от стадии её развития. Свежая имеет мясо-красный цвет, нежнозернистую поверхность, часто покрыта мутноватым, серо-зеленоватым налётом, сочна, богата тонкостенными сосудами, из-за чего легко кровоточит. В более поздних периодах ткань становится бледнее, плотнее, зернистость исчезает, постепенно превращаясь в беловатый плотный рубец.

## Структура
По А. И. Струкову, грануляционная ткань, выполняющая рану при заживлении вторичным натяжением, состоит из шести постепенно переходящих друг в друга слоев:
- поверхностный лейкоцитарно-некротический слой,
- поверхностный слой сосудистых петель,
- слой вертикальных сосудов,
- созревающий слой,
- слой горизонтально расположенных фибробластов,
- фиброзный слой.